# Зиппел (тауншип, Миннесота)
Зиппел (англ. Zippel) — тауншип в округе Лейк-оф-те-Вудс, Миннесота, США. На 2000 год его население составило 140 человек.

## География
По данным Бюро переписи населения США площадь тауншипа составляет 86,2 км², из которых 84,5 км² занимает суша, а 1,7 км² — вода (1,98 %).

## Демография
По данным переписи населения 2000 года здесь находились 140 человек, 61 домохозяйство и 43 семьи. Плотность населения — 1,7 чел./км². На территории тауншипа расположено 142 построек со средней плотностью 1,7 построек на один квадратный километр. Расовый состав населения: 99,29 % белых и 0,71 % приходится на две или более других рас.
Из 61 домохозяйства в 21,3 % воспитывались дети до 18 лет, в 65,6 % проживали супружеские пары и в 27,9 % домохозяйств проживали несемейные люди. 24,6 % домохозяйств состояли из одного человека, при том 8,2 % из — одиноких пожилых людей старше 65 лет. Средний размер домохозяйства — 2,30, а семьи — 2,75 человека.
18,6 % населения — младше 18 лет, 5,0 % — в возрасте от 18 до 24 лет, 26,4 % — от 25 до 44, 33,6 % — от 45 до 64, и 16,4 % — старше 65 лет. Средний возраст — 45 лет. На каждые 100 женщин приходилось 141,4 мужчин. На каждые 100 женщин старше 18 приходилось 128,0 мужчин.
Средний годовой доход домохозяйства составлял 20 750 долларов, а средний годовой доход семьи — 32 500 долларов. Средний доход мужчин — 33 750 долларов, в то время как у женщин — 26 250. Доход на душу населения составил 22 272 доллара. За чертой бедности не находилась ни одна семья и 24,3 % всего населения тауншипа, из которых 33,3 % старше 65 лет.